# Witalij Chmelnycki
Witalij Hryhorowycz Chmelnycki, ukr. Віталій Григорович Хмельницький, ros. Виталий Григорьевич Хмельницкий, Witalij Grigoriewicz Chmielnicki (ur. 12 czerwca 1943 w Tymaszowce, k. Orechowa, obwód zaporoski, zm. 13 lutego 2019 w Kijowie) – ukraiński piłkarz, grający na pozycji napastnika, reprezentant Związku Radzieckiego, trener piłkarski.

## Kariera piłkarska

### Kariera klubowa
Pierwsze treningi odbywał w Mariupolu. Jego pierwszym klubem był Azowstal Mariupol. Przez trzy sezony występował w Szachtiorze Donieck, a od 1965 reprezentował barwy Dynama Kijów. Z Dynamem osiągnął swoje największe sukcesy klubowe: Mistrzostwo ZSRR w 1966, 1967, 1968 i 1971 oraz Puchar ZSRR w 1966. Wcześniej zdobył Puchar krajowy w 1964 jako zawodnik Szachtiora.

### Kariera reprezentacyjna
W latach 1965–1971 rozegrał 20 meczów w reprezentacji Związku Radzieckiego, strzelając 7 bramek. Uczestniczył w mistrzostwach świata w 1970 w Meksyku.

## Kariera trenerska
W latach 70. prowadził zespoły Hranitu Czerkasy (1973–1974) oraz Krywbasu Krzywy Róg (1978–1979). Obecnie pracuje jako trener juniorów szkole piłkarskiej kijowskiego Dynama.
13 lutego 2019 zmarł w wieku 76 lat.

## Sukcesy i odznaczenia

### Sukcesy klubowe
- mistrz ZSRR: 1966, 1967, 1968, 1971
- zdobywca Pucharu ZSRR: 1964, 1966

### Odznaczenia
- nagrodzony tytułem Mistrza Sportu ZSRR: 1987